# جورج لان
جورج لان (25 يوليو 1852 - 31 يوليو 1917)  (بالإنجليزية: George Lane)‏ هو لاعب كريكت بريطاني.